# محمد سعيد صباريني
محمد سعيد صباريني (ولد في 25 ديسمبر 1940 في فلسطين) هو كاتب وأستاذ جامعي وعالِم بيئة أردني.

## نشأته وتحصيله العلمي
انتقل محمد سعيد صباريني برفقة عائلته إلى مدينة طولكرم عقب النكبة عام 1948، فنشأ وتلقى تعليمه فيها، حيث درس في المدرسة الفاضلية بالمدينة، وحصل منها على الشهادة الثانوية "المترك"، ثم التحق بالجامعة الأمريكية في بيروت حيث حصل منها على درجة البكالوريوس في العلوم البيولوجية عام 1962، وحصل على درجة الدكتوراه في الفلسفة في التربية، تخصص التربية العلمية والبيئة من جامعة ساوثهامبتون البريطانية عام 1983.

## الحياة المهنية
بدأ حياته العملية عام 1962 مُعلمًا لمادة الأحياء في وزارة التربية والتعليم الأردنية، ثم انتقل في العام التالي للعمل في وزارة التربية والتعليم الكويتية وترقى بها حتى منصب موجّه أول حتى عام 1984. عمل بعدها كأستاذ مساعد في قسم التربية في جامعة اليرموك، ثم ترقى لرئاسة القسم ذاته بين عامي 1988 و1990، أصبح عميدًا لكلية التربية والفنون بين عامي 1990 و1992، ثم عميدًا لكلية الآداب ولشؤون الطاليات عامي 1993 و1994 في جامعة البنات الأردنية. عمل أيضًا في جامعة اليرموك، وظل يتدرج في المناصب الاكاديمية حتى ترأس عدة جامعات، آخرها جامعة إربد الأهلية.

### المناصب
- 2019-2017: رئيس مجلس امناء جامعة اربد الاهلية.[12]

- 2010–2015: رئيس جامعة إربد الأهلية[9][13][11][6][14]
- 2004–2007: رئيس جامعة اليرموك[9][6]
- 2001–2004: نائب رئيس جامعة اليرموك[6]
- 1995–1997: مساعد رئيس جامعة البنات الأردنية[6]
- رئيس جامعة البتراء[15]
- رئيس مجلس أمناء كلية عُمان للإدارة والتكنولوجيا[9]

كما يعد الصباريني عضوًا في العديد من اللجان المحلية والعربية والدولية.

## الجوائز
- جائزة مؤسسة الكويت للتقدم العلمي عن كتابه “التميز في التربية البيئية” أفضل كتاب مترجم إلى اللغة العربية في العلوم، 2004.[6][16][17][9][15][10][11]

## مؤلفاته
- «التميز في التربية البيئية»، (2002)، (مترجم)، رابطة أميركا الشمالية للتربية البيئية، مكتب التربية العربي لدول الخليج، الرياض، السعودية. (ردمك 9960151468)[18][15][6][19]
- “البيئة ومشكلاتها” (1979)، المجلس الوطني للثقافة والفنون والآداب، ضمن سلسلة عالم المعرفة، الكويت. 1979[20]
- «أساسيات القياس والتقويم في تدريس العلوم» (1985)، (مترجم)، دار الأمل، إربد.[6][21]
- «الآلات في حياتنا – كيف تعمل» (1985)، (ج2 من موسوعة مترجمة)، الجمعية الكويتية لتقدم الطفولة العربية.[6]
- «التربية البيئية» (1986)، وزارة التربية والتعليم وشؤون الشباب، سلطنة عمان.[6]
- «تعليم العلوم بالاستكشاف» (1986)، (مترجم)، دار ذات السلاسل، الكويت.[6]
- “بيئتنا البحرية” (1987)، المنظمة الإقليمية لحماية البيئة البحرية، الكويت.[6]
- «كتاب مرجعي في التربية السكانية، الجزء الخامس: السكان والبيئة في الوطن العربي»، (1990)، مكتب اليونسكو الإقليمي للتربية في الدول العربية، عُمان، الأردن.[6]
- “الإنسان والبيئة – التربية البيئية” (1994)، مكتبة كتاني، إربد، الأردن.[6][22]
- «المرجع البيئي لمدارس المرحلة المتوسطة في الكويت» (2000)، الصندوق الوقفي للمحافظة على البيئة، الكويت.[6]
- «التميز في التربية البيئية»، (2002)، (مترجم)، مكتب التربية العربي لدول الخليج، الرياض، السعودية.[6]
- الأطلس العلمي: فيزيولوجيا الإنسان، بالتعاون مع مجموعة مؤلفين، صدر عن دار الكتاب اللبناني ببيروت.[23]

كما ألّف أو شارك في تأليف حوالي 40 كتابًا مدرسيًا ودليل معلم في العلوم والأحياء من إصدار: وزارة التربية (الكويت)، وزارة التربية والتعليم (الأردن)، وزارة التربية والتعليم وشؤون الشباب (سلطنة عمان)، والمنظمة العربية للتربية والثقافة والعلوم، واليونسكو (دليل معلمي البيولوجيا، ومرجع بيولوجيا الجماعات البشرية وبيئاتها).